# Nanchang, Nanchang
Nanchang är ett härad som lyder under Nanchangs stad på prefekturnivå i Jiangxi-provinsen i östra Kina.
Nanchangs härad består av de delar som blev över av häradet då dess huvudort blev ombildat till stadsdistrikt i staden med samma namn.